# Станкевич, Евгений Владимирович
Евге́ний Владимирович Станке́вич (род. 7 августа 1973, Тольятти, СССР) — российский легкоатлет, метатель копья, двукратный призёр чемпионата России, обладатель Кубка России.

## Биография
Тренировался в Тольятти, в СДЮСШОР № 3 у заслуженного тренера России Сергея Сергеевича Сергеева
Женат на Оксане Роменской — неоднократной чемпионке мира и России по гандболу.
Испытывал проблемы с тренировками из-за отсутствия в Тольятти подходящей базы, что мешало развитию спортсмена, окончательно завершил спортивную карьеру из-за травмы.

## Достижения
Победитель первенства России среди юниоров 1986 года. Многократный чемпион Вооружённых сил России..
Обладатель Кубка России 1994 года. Участник Универсиады в Фукуоке в 1995 году, где занял шестое место.
В 1996 году стал бронзовым призёром чемпионата России на зимнем чемпионате России по длинным метаниям — 76,84 м. В 1997 году повторил своё достижение, завоевав бронзовые награды с результатом в 73,70 м.
Лучший результат — 80,58 м, является рекордом Тольятти, установлен в 1996 году.
Мастер спорта международного класса.